# Pulakeshin II

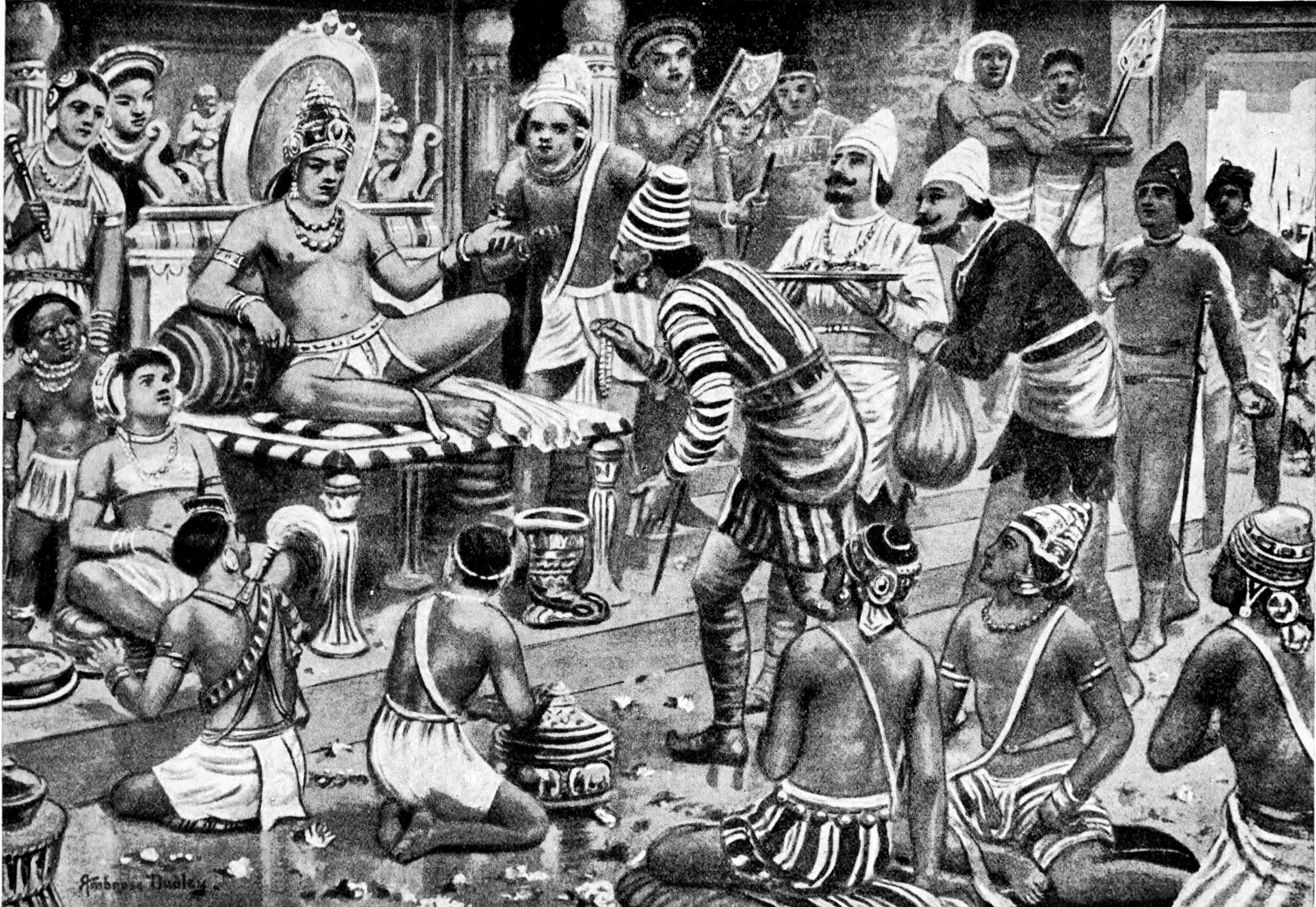
Pulakeshin II ontvangt Perzische gezanten, Britse afbeelding uit de vroege 20e eeuw.

Pulakeshin II (610 – 642) was de bekendste heerser van de Chalukya's. Gedurende zijn regeerperiode, spreidde zijn rijk zich over het Hoogland van Dekan. 

## Biografie
Voor zijn kroning heette Pulakeshin II nog Ereya. Hij was de zoon van Kirtivarman I. Toen die stierf in 597 was Ereya nog een klein jongetje. Hierdoor nam Kirtivarmans broer, Mangalesa, de taak van regent op zich. Mangalesa was hiervoor capabel en slaagde erin om het rijk uit te breiden. Mangalesa stelde zijn zoon aan tot rechtmatige troonopvolger. Ereya dook onder in Kolar en stelde daar een leger samen om een oorlog aan te spannen tegen zijn oom. Ereya versloeg zijn oom en besteeg de Chalukyaanse troon onder de naam Pulakeshin II.

## Regeerperiode
Na zijn kroning stond Pulakeshin al meteen voor enkele obstakels. Door de eerdere strijd tegen zijn oom wilden aanhangers van Mangalesha vechten tegen de nieuwe Chalukya's. Pulakeshin II versloeg ze en overwon. 
Na deze woelige periode herstelde Pulakeshin II de rust. Nadien vergrootte hij zijn rijk. Ravikirti en Xuangzang beschreven dit in hun geschriften. 

## Dood
Waarschijnlijk werd Pulakeshin II gedood door Narasimhavarman I tijdens een expansieoorlog tegen de Pallava's. 
Nadien ging ook zijn rijk naar de Pallava's, totdat Pulakeshins derde zoon, Vikramadatiya I, zijn broers overwon en nadien ook de Pallava's. Vikramadatiya I verenigde het koninkrijk opnieuw in 642 en werd er koning.